# Calle Santa Lucía
La calle Santa Lucía es una vía de cuatro cuadras ubicada en el corazón de Santiago de Chile, en la ladera poniente del cerro homónimo.

## Historia

### Orígenes
El origen de la calle Santa Lucía se remonta a los años de la conquista, con el nombre de El Sendero de las Cabras. Iba bordeando el cerro del mismo nombre, por su falda occidental, desde la Cañada hasta el Alto del Molino. Era una pequeña cuesta interceptada por el camino de la Merced. Una cadena de huertos rodeaba las laderas y en ambos costados caían los canales que la mano del mapuche había labrado en remotos tiempos para fertilizar el valle. Fue necesario ensanchar el camino para que cupiese un arriero con su mula y acortar el recorrido de los chacareros (dueños de las chacras) que llevaban sus cosechas de trigo a los molinos. 
En 1767, un caballero francés llegó a las faldas altas del cerro Santa Lucía, buscando en la pureza del aire un remedio para la enfermedad respiratoria de su mujer. Su nombre era Reinaldo Le Breton, natural de Saint-Malo, Francia. Había llegado a Chile en 1746 y pocos años después contrajo nupcias con la dama chilena Josefa Dunose y Caldera. Luego de dos años, el rey Carlos III de España mandó una orden que obligaba salir de sus colonias a todos los extranjeros. Para enfrentar la situación, el galo decidió formar una milicia con todos los forasteros que, al servicio del rey, irían a combatir a los indios rebeldes, con tal que se les otorgase el permiso de continuar en el país.
Después de hacer toda la campaña de Arauco, el 29 de diciembre de 1802, don Reinaldo murió y legó su nombre a la calle como primer morador, conociéndose entonces como «Calle del Bretón». En esos años era una callejuela estrecha y empinada, llena de recovecos y casas por los costados que le daban una belleza trágica al sector. La gente de la época encontraba que el lugar tenía un gran parecido a Valparaíso, por lo que años más tarde decidieron llamarla el «Alto del Puerto». (Santiago Calles Viejas, Sady Zañartu. Pág. 122).
En 1902, con las reestructuraciones urbanas, la vía tomó su forma definitiva y fue denominada Santa Lucía, en conmemoración al cerro, Monumento Nacional. 

### Durante la dictadura militar
La magia de la calle Santa Lucía, como la de sus alrededores, es la conservación de la arquitectura antigua. Aunque quedan muy pocos edificios habitacionales, la mayoría de las construcciones datan de fines del siglo XIX y principios del XX, por lo que posee una fuerte carga histórica.
Uno de estos inmuebles (Santa Lucía N.º 162) fue utilizado por la Dirección de Inteligencia Nacional (DINA) como clínica propia, en los tiempos de la dictadura militar (1973-1989). Este recinto, conocido como Clínica Santa Lucía, fue identificado rápidamente por los detenidos que allí permanecieron, debido al característico sonido del "cañonazo de las doce". Fue utilizado por la institución como centro de recuperación y torturas de las víctimas heridas, al igual que como clínica privada para los miembros de la DINA y sus familiares.
En julio de 1980, el Coronel de Ejército Fernando Arancibia Reyes, vicedirector de la Central Nacional de Informaciones (CNI), afirmó que el edificio era propiedad fiscal y que había sido destinado a la Dirección el 10 de marzo de 1977. En septiembre de 1985, Manuel Contreras (exdirector de la DINA) ratificó que la propiedad, en efecto, había sido un sanatorio, usado para la atención médica de los funcionarios y prisioneros que requerían de su atención. Varios de los detenidos que estuvieron ahí están hoy desaparecidos, incluyendo a la arquitecta Ida Vera Almarza y a la periodista y funcionaria de la Editorial Quimantú, Diana Arón Svigilisky.

## Descripción
La calle Santa Lucía actualmente tiene una longitud de 554 metros y va desde la Avenida Libertador General Bernardo O'Higgins (Alameda) por el sur (por un paso bajo nivel que la bifurca en la calle Carmen al sur y Avenida Diagonal Paraguay al oriente), hasta la calle Merced por el norte, en el corazón de la capital. Entremedio, cruza las calles Moneda, Agustinas y Huérfanos. Su continuación a partir de Merced recibe el nombre de José Miguel de la Barra, transformándose en una vía de doble sentido de tránsito, cruzando el Parque Forestal frente el Museo Nacional de Bellas Artes, y atraviesa el río Mapocho para convertirse en la calle Loreto rumbo al norte, en la comuna de Recoleta.